# Тинн, Генри, 3-й маркиз Бат
Генри Фредерик Тинн, 3-й маркиз Бат (англ. Henry Frederick Thynne, 3rd Marquess of Bath; 24 мая 1797 — 24 июня 1837) — британский дворянин, флотоводец и политик. Он был известен как лорд Генри Тинн с 1797 по до января 1837 года и виконт Уэймут с января по март 1837 года.

## Предыстория
Родился 24 мая 1797 года. Второй сын Томаса Тинна, 2-го маркиза Бата (1765—1837), которого он унаследовал в марте 1837 года (его незамужний старший брат Томас умер на два месяца раньше их отца). Его матерью была достопочтенная Изабелла Элизабет Бинг (1773—1830), дочь Джорджа Бинга, 4-го виконта Торрингтона, и леди Люси Бойл. Генри Тинн унаследовал земли в графстве Монаган, Шропшир, Сомерсет и Уилтшир.

## Военная и политическая карьера
Лорд Генри Фредерик Тинн получил образование в Итонском колледже. Затем он служил в Королевском военно-морском флоте и в 1822 году дослужился до звания капитана, после чего перевелся в Корпус сигналов и в море не вернулся. С 1824 по 1826 и с 1828 по 1832 год он был депутатом парламента (от тори) от Уэбли, Херефордшир.

## Семья
19 апреля 1830 года лорд Бат женился на достопочтенной Харриет Бэринг (3 мая 1804 — 2 января 1892), дочери Александра Бэринга, 1-го барона Эшбертона (1774—1848), и Энн Луизы Бингэм (1782—1848). У них было четверо детей:
- Леди Луиза Изабелла Харриет Тинн (1834 — 26 июня 1919); вышла замуж в 1862 году за генерала достопочтенного сэра Перси Филдинга, сына Уильяма Филдинга, 7-го графа Денби, от брака с которым у неё было шесть детей.
- Леди Элис Тинн (? — 1847)
- Джон Александр Тинн, 4-й маркиз Бат (1 марта 1831 — 20 апреля 1896), старший сын и преемник отца
- Лорд Генри Фредерик Тинн (2 августа 1832 — 28 января 1904), в 1858 году женился на леди Ульрике Сеймур, дочери Эдварда Сеймура, 12-го герцога Сомерсета, и имел шесть детей.

## Смерть
Лорд Бат скоропостижно скончался в 1837 году, будучи маркизом всего три месяца, и был похоронен 1 июля 1837 года в Лонгбридже Деверилле, недалеко от своего дома, Лонглит-хауса в Уилтшире. Ему наследовал его старший сын Джон Тинн, 4-й маркиз Бат.